# John Stanley
Charles John Stanley (Londen, 17 januari 1712 - aldaar, 19 mei 1786) was een Engelse componist en organist. Naast organist was Stanley ook een zeer goed violist.

## Jeugd
John Stanley werd geboren in Londen. Zijn vader (die op een postkantoor werkte) en moeder kregen in totaal zes kinderen. Op tweejarige leeftijd viel John Stanley thuis op de haard van marmer, terwijl hij een porseleinen schaal in zijn hand had. Hij raakte bij dit ongeluk vrijwel blind. Op zevenjarige leeftijd begon hij met muziekles. Aanvankelijk deed hij dat bij de organist John Reading, maar deze samenwerking verliep niet goed. Daarom stapte de jonge Stanley over naar de componist en organist Maurice Greene, die op dat moment organist was van de St Paul's Cathedral. Onder leiding van Greene maakte Stanley grote vorderingen en al op negenjarige leeftijd speelde hij (op invalbasis) het orgel tijdens kerkdiensten in de All Hallows Church. Vaste organist in die kerk was William Babell, een leerling van Georg Friedrich Händel. Babell overleed in 1723 en de toen elfjarige Stanley werd met een overweldigende meerderheid van de stemmen als zijn opvolger aangewezen. Op veertienjarige leeftijd werd Stanley uit een groot aantal kandidaten gekozen tot organist van de St. Andrew's-kerk in Holborn en op 19 juli 1729 werd Stanley de jongste student ooit die een bachelorgraad in de muziek haalde op de Universiteit van Oxford.

## Carrière

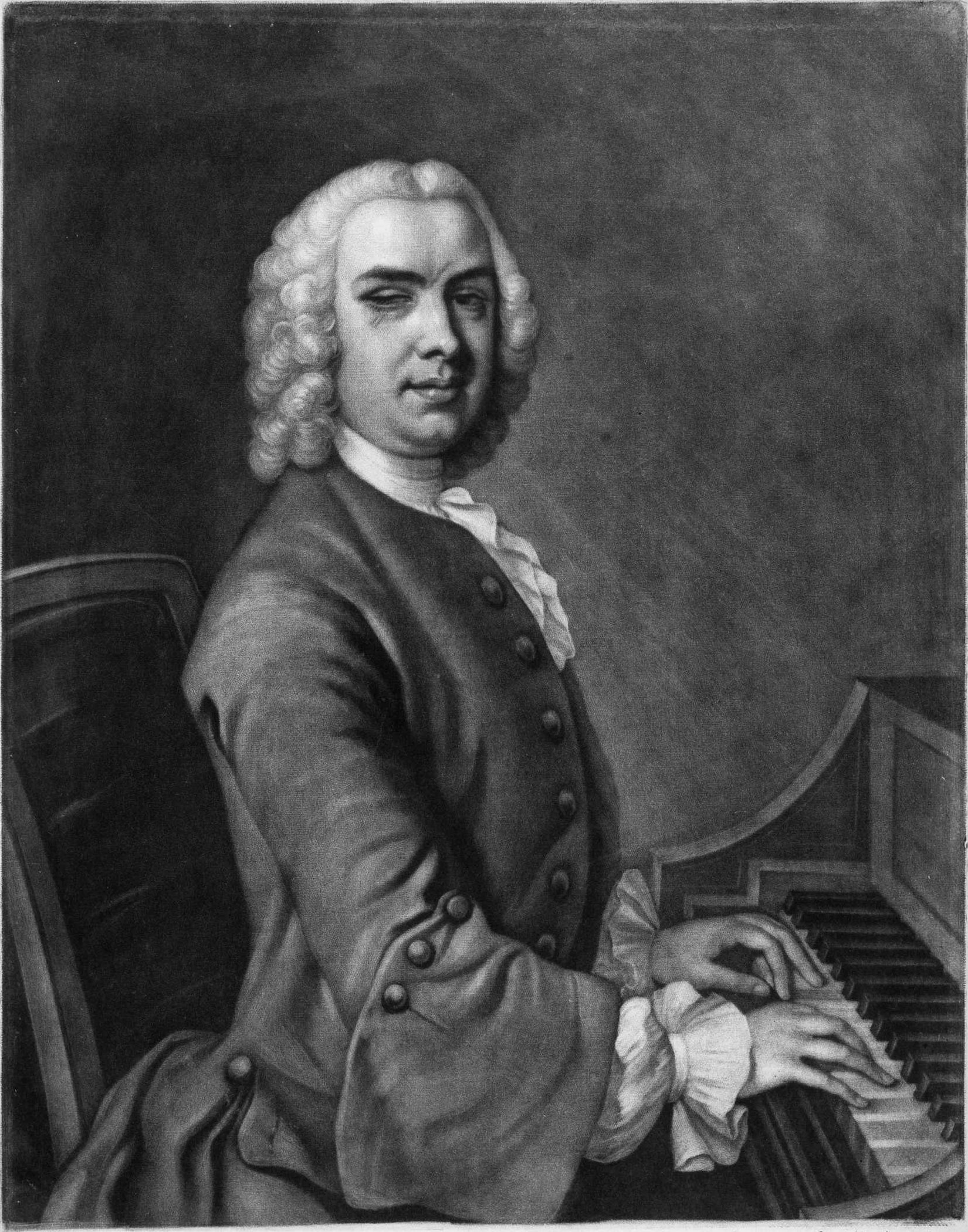
John Stanley

In 1734 werd Stanley benoemd tot organist bij de Society of the Inner Temple. In deze periode begon zijn orgelspel op te vallen, ook onder andere organisten en componisten. Zo kwam Händel regelmatig naar de kerk om naar de muziek van Stanley te luisteren.
In 1738 trouwde Stanley met Sarah Arlond. Arlond bracht een bruidsschat van 7000 pond per jaar mee. In 1751 verhuisde het echtpaar naar een woning tegenover de tekstschrijver John Hawkins, die veel teksten voor de oratoria van Stanley zou gaan schrijven. Het echtpaar kreeg geen kinderen, maar de zus van Sarah Arlond trok bij hen in en hielp Stanley onder meer door bladmuziek voor te spelen.
Stanley stond bekend om zijn uitzonderlijke geheugen: als hij een nieuw stuk moest leren vroeg hij zijn schoonzus het eenmaal te spelen, waarna het in zijn geheugen gegrift stond.
Na de dood van Händel in 1759 zette Stanley samen met John Christopher Smith en later met Thomas Linley de traditie van Händel voort om oratoria te spelen in Covent Garden. Stanley speelde doorgaans zelf het continuo tijdens de uitvoeringen. Hij schreef het oratorium Zimri voor het eerste seizoen.
In de jaren die volgden, schreef Stanley nog een groot aantal muziekwerken, waaronder oratoria en orgelconcerten. Zijn werk werd steeds erg positief ontvangen. In 1779 volgde Stanley William Boyce op als Master of the King's Musick, de muziek-equivalent van hofdichter. Het werk dat Stanley in deze periode voor de koning George III schreef, is niet bewaard gebleven.
Een aantal jaren voor zijn dood vielen al zijn lichaamsharen plotseling uit. Dit verschijnsel, waarvoor geen verklaring werd gevonden, werd in een medisch tijdschrift beschreven. Ter gelegenheid van de verjaardag van George III (4 juni) schreef hij in het voorjaar van 1786 een ode, zijn (vermoedelijk) laatste werk. Zelf heeft hij de uitvoering hiervan niet meer meegemaakt, hij overleed op 19 mei op 74-jarige leeftijd.
Enkele weken na zijn dood werden zijn muziekinstrumenten en muziekstukken door zijn nabestaanden geveild bij Christie's.
Stanley stond bij zijn tijdgenoten bekend als een bijzonder sympathiek en sociaal mens. Hij speelde in zijn vrije tijd graag kaartspelletjes met vrienden (omdat hij blind was speelde hij met een speciaal kaartspel, waar op de kaarten kleine markeringen waren aangebracht met een naald die wel voelbaar waren voor Stanley, maar niet zichtbaar voor zijn medespelers) en zette zich regelmatig in voor liefdadigheid. Zo speelde hij enkele malen de Messiah van Händel om geld op te halen voor een ziekenhuis waarvan hij tot gouverneur was benoemd.

## Composities
John Stanley heeft onder meer de opera Teraminta, de dramatische cantate The Choice of Hercules, twaalf andere cantates met teksten van John Hawkins en de oratoria Jephtha, Arcadia, The Fall of Egypt en Zimri geschreven. Daarnaast schreef Stanley ook veel werk voor instrumenten, waaronder voor pijporgel.
- Opus 1 Eight Solos for Flute and Continuo (1740)
- Opus 2 Six Concertos for strings (or organ & strings or flute & continuo) (1742/1745)
- Opus 3 Six Cantatas (1742)
- Opus 4 Six Solos for Flute and Continuo (1745)
- Opus 5 Ten Voluntaries for Organ (1748)
- Opus 6 Ten Voluntaries for Organ (1752)
- Opus 7 Ten Voluntaries for Organ (1754)
- Opus 8 Six Cantatas (1751)
- Opus 9 Three Cantatas (1751)
- Opus 10 Six Concertos for Organ or Harpsichord (1775)